# Stagonospora caricinella
Stagonospora subseriata is een schimmel behorend tot de familie Phaeosphaeriaceae. Het wordt meestal aangetroffen
op de bladeren van zegge (Carex). 

## Determinatie
De pycnidiën zijn ongeveer 0,1 mm in diameter, rond van vorm en zwart, met een spore-achtige structuur. De conidiën zijn cilindrisch-spoelvormig met afmetingen van 14–25 bij 4–6 micrometer. Ze hebben meestal twee (soms drie) septen, zijn licht doorschijnend en vertonen lichte inkervingen bij de septen. De inhoud van de conidiën bevat druppels.